# Ruder-Europameisterschaften 2018 – Einer (Frauen)

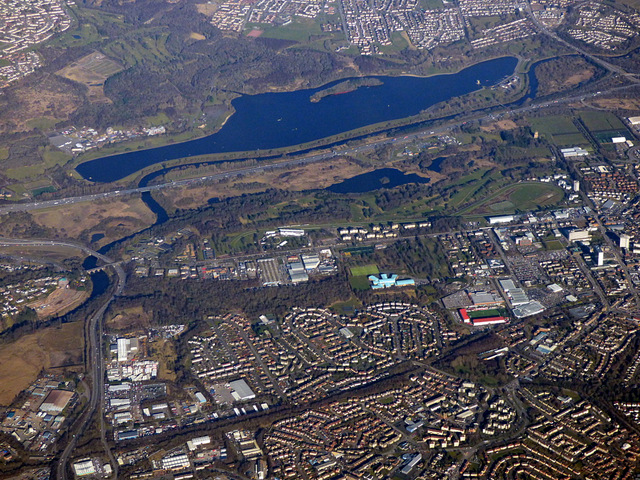
Luftbild der Regattastrecke Strathclyde Loch

Im Rahmen der Ruder-Europameisterschaften 2018 wurde zwischen den 2. und 5. August 2018 der Wettbewerb im Einer der Frauen auf der Regattastrecke Strathclyde Loch ausgetragen. Es nahmen insgesamt neun Ruderinnen teil und der Wettbewerb bestand aus zwei Vorläufen, einem Hoffnungslauf sowie einem A- und B-Finale.

## Wettbewerb

### Vorläufe
Die beiden Vorläufe wurden am 2. August 2018 ausgetragen. Die beiden bestplatzierten der Vorläufe qualifizierten sich direkt für das Finale, während die anderen über den Hoffnungslauf die Möglichkeit hatten, sich für das Finale zu qualifizieren.

#### Vorlauf 1
| Platz | Athletin                | Zeit (min) | Qualifikation |
| ----- | ----------------------- | ---------- | ------------- |
| 1     | Jeannine Gmelin         | 7:34,04    | Finale        |
| 2     | Kiri Tontodonati        | 7:37,72    | Finale        |
| 3     | Aikaterini Nikolaidou   | 7:40,75    | Hoffnungslauf |
| 4     | Lina Saltyte-Masilionis | 7:52,51    | Hoffnungslauf |
| 5     | Zane Putnina            | 8:18,33    | Hoffnungslauf |

#### Vorlauf 2
| Platz | Athletin          | Zeit (min) | Qualifikation |
| ----- | ----------------- | ---------- | ------------- |
| 1     | Magdalena Lobnig  | 7:36,26    | Finale        |
| 2     | Diana Dymtschenko | 7:39,79    | Finale        |
| 3     | Mette Petersen    | 7:42,93    | Hoffnungslauf |
| 4     | Nurit Bezdesky    | 8:09,97    | Hoffnungslauf |

### Hoffnungslauf
Der Hoffnungslauf fand am 3. August 2018 statt. Die beiden besten dieses Laufes qualifizierten sich für das Finale. Die restlichen Starterinnen rudern im B-Finale um die weiteren Plätze.
| Platz | Athletin                | Zeit (min) | Qualifikation |
| ----- | ----------------------- | ---------- | ------------- |
| 1     | Mette Petersen          | 7:41,82    | Finale        |
| 2     | Aikaterini Nikolaidou   | 7:45,06    | Finale        |
| 3     | Lina Saltyte-Masilionis | 7:48,20    | B-Finale      |
| 4     | Nurit Bezdesky          | 8:02,31    | B-Finale      |
| 5     | Zane Putnina            | 8:16,53    | B-Finale      |

### Finalläufe
Die Finals wurden am 5. August 2018 durchgeführt.

#### A-Finale
| Platz | Athletin              | Zeit (min) |
| ----- | --------------------- | ---------- |
| 1     | Jeannine Gmelin       | 7:31,15    |
| 2     | Magdalena Lobnig      | 7:32,62    |
| 3     | Diana Dymtschenko     | 7:32,67    |
| 4     | Kiri Tontodonati      | 7:44,95    |
| 5     | Aikaterini Nikolaidou | 7:47,71    |
| 6     | Mette Petersen        | 7:50,82    |

#### B-Finale
| Platz | Athletin                | Zeit (min) |
| ----- | ----------------------- | ---------- |
| 1     | Lina Saltyte-Masilionis | 7:47,89    |
| 2     | Nurit Bezdesky          | 7:57,05    |
| 3     | Zane Putnina            | 8:11,00    |